# 小行星1683
小行星1683（1683 Castafiore）是一颗绕太阳运转的小行星，为主小行星带小行星。该小行星于1950年9月19日发现。
該小行星以比利時漫畫家艾爾吉的漫畫系列《丁丁歷險記》的登場人物碧安卡·卡斯塔菲歐蕾（Bianca Castafiore）命名。

## 轨道参数
小行星1683的轨道半长轴为2.7330264 UA，离心率为0.180。